# 향찰
향찰(鄕札, 중세 한국어: 햐ᇰ자ᇙ〮)은 한자를 이용한 한국어 표기법의 하나이다. 주로 신라 향가의 표기에 사용되었으며 고대 한국어인 신라어를 분석하기 위한 중요한 자료가 된다.

## 개요
향찰은 한자의 음(소리)과 새김(뜻)을 이용하여 한국어를 적었던 표기법이다. 구결은 한문 해석을 위한 보조 문자에 불과하므로 입겿토(구결토(口訣吐))를 빼면 그대로 한문이 되지만, 향찰은 그 자체로 한국어 문장을 완벽하게 표기할 수 있다. 다시 말하면, 향찰은 온전한 "한국어 적기"를 목적으로 사용되는 표기법이다.
향찰 자료는 향가 25수가 주된 자료이다. 그 내역은 《삼국유사》(1281년)에 수록된 신라 시대 향가 14수, 《균여전》(1075년)에 수록된 고려 시대 향가 11수이다. 그 이외에 고려 예종의 ‘도이장가(悼二將歌)’ 1수, 《향약구급방》(鄕藥救急方)(1236년)에 나타나는 약 이름과 같은 것도 향찰의 자료가 될 수 있다.
표기에 사용되는 한자는 훈독자(뜻을 빌려 읽는 한자)와 음독자(한자음을 빌려 읽는 한자)가 있다. 일반적으로 체언, 용언 어간과 같이 단어의 실질적 부분은 훈독자가 사용되며 조사나 어미 등 단어의 문법적 의미를 맡는 부분은 음독자가 사용된다. 예를 들면 ‘吾衣’(나의)는 ‘吾’가 훈독자, ‘衣’가 음독자이다. 훈독자 ‘吾’는 그 한자음 ‘오’와는 관계 없이 ‘나’라는 뜻을 나타내며, 음독자 ‘衣’는 ‘옷’이라는 뜻과는 상관 없이 ‘의’라는 소리를 나타낸다(여기서는 속격 조사로서 씀). ‘夜音’(밤)은 ‘夜’가 훈독자이며 ‘音’이 ‘밤’의 끝소리 ‘ㅁ’을 나타내는 음독자이다. 이와 같이 단어의 끝소리를 음독자로 표시하는 것을 ‘말음 표기’라 한다.

## 해독상의 어려움
향찰의 훈독자는 그것이 실제로 어떻게 읽혔는지 정확히 알기가 어렵다. 이는 근대 이전의 대부분의 사어에 해당되는 문제로, 가령 ‘春’이라는 훈독자가 있으면 이것이 ‘봄’이란 뜻을 나타냄은 분명하지만 ‘春’이 현대 한국어나 중세 한국어처럼 ‘봄’이라는 소리로 발음되었는지 '춘'으로 발음되었는지, 혹은 전혀 다른 발음으로 발음되었는지 적극적으로 증명할 수 없다. 훈독자는 이와 같이 불확실함이 항상 존재한다. 따라서 위의 ‘夜音’처럼 말음 표기가 되어 어형의 일부가 밝혀지는 등 어형에 관해 어떤 암시가 없으면 그 독음을 확정하기가 어렵다.

## 향찰의 예
다음은 향가 ‘처용가’의 서두 부분의 해석 예이다.
| 향찰           | 東京明期月良夜入伊遊行如可        |
| 중세 국어 해석 | 東京 ᄇᆞᆯ기ㅣ ᄃᆞ라 밤드리 노니다가. |

이 문장을 해석할 때 ‘ᄇᆞᆯ기’라는 어형의 타당성(중세 한국어 관형형 ‘-ㄴ’), 처격 ‘良’의 독법(중세 한국어 처격 ‘-애/-에’), ‘遊行如可’는 ‘놀니다가’로 보아야 할 것인가 아니면 현대어처럼 제1음절의 받침이 탈락된 ‘노니다가’로 보아야 할 것인가 등등, 세부에서 아직 해결되지 않는 점이 많다.

다음은 고대가요 〈서동요〉의 일부이다.
| 한자 | 善           | 化           | 公           | 主           | 主           | 隱           |
| 훈   | 착하다       | 되다         | 공평하다     | 님           | 님           | 숨다         |
| 음   | 선           | 화           | 공           | 주           | 주           | 은           |
| 해석 | 선화공주님은 | 선화공주님은 | 선화공주님은 | 선화공주님은 | 선화공주님은 | 선화공주님은 |

## 같이 보기
- 고대 한국어
- 구결
- 이두
- 군두목

## 참고 문헌
- 김완진(1980) “鄕歌解讀法硏究”, 서울大學校 出版部
- 남풍현(1981) “借字表記法 硏究”, 檀國大學校 出版部
- 이기문(1998) “新訂版 國語史槪說”, 태학사
- 오구라 신페이(1929;1974) ‘鄕歌及び吏讀の硏究’, “小倉進平博士著作集(一)”, 京都大学国文学会